# Eidgenössische Volksinitiative «Schluss mit den Steuerprivilegien für Millionäre (Abschaffung der Pauschalbesteuerung)»

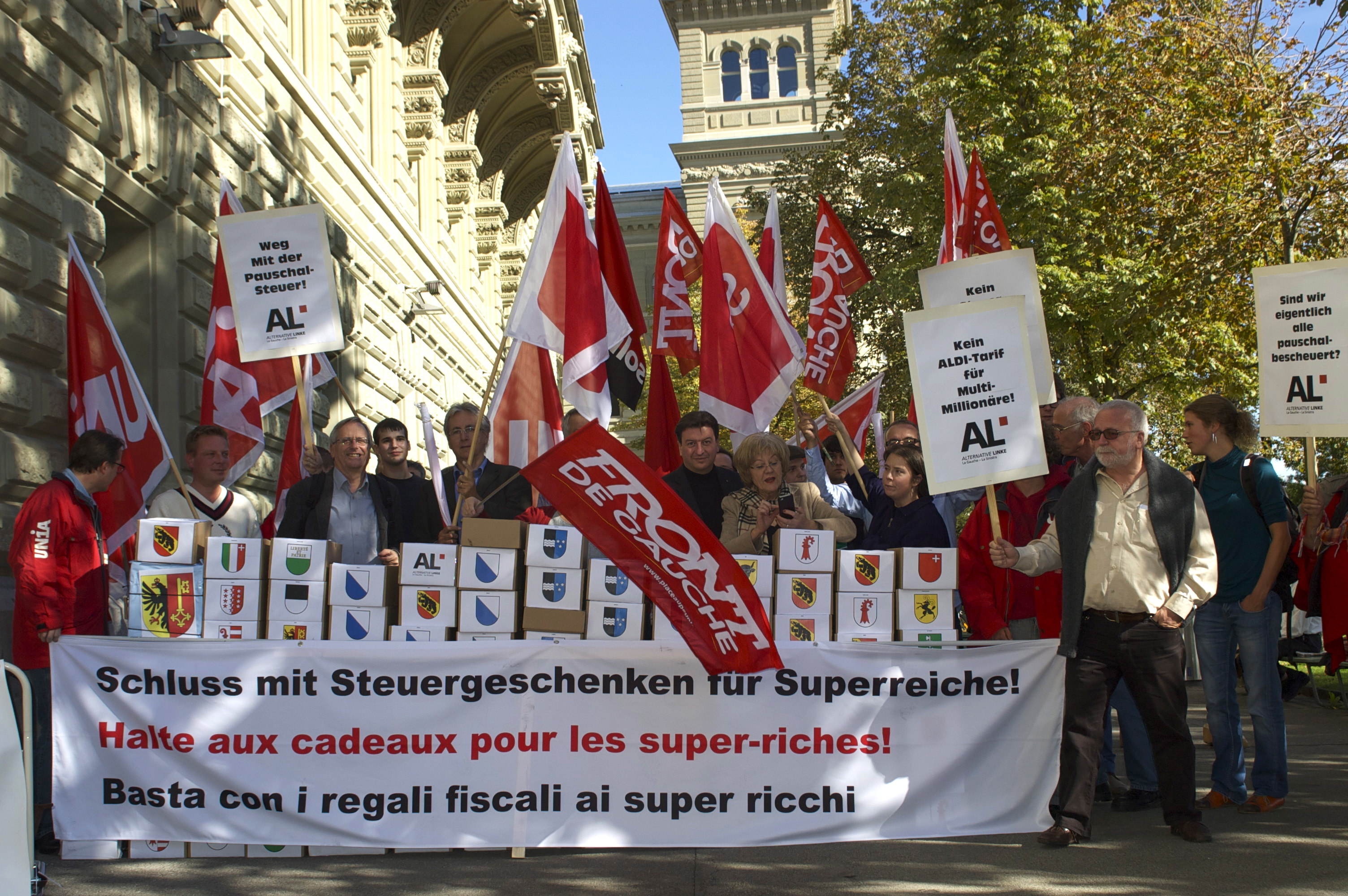
Gruppenbild der Initianten bei der Einreichung der Initiative

Die eidgenössische Volksinitiative «Schluss mit den Steuerprivilegien für Millionäre (Abschaffung der Pauschalbesteuerung)» war eine schweizerische Volksinitiative der Partei Alternative Linke. Die Initiative forderte die Abschaffung der Pauschalbesteuerung. Bundesrat und Parlament empfahlen die Initiative zur Ablehnung. Die Initiative wurde am 30. November 2014 mit 59,2 Prozent Nein-Stimmen und 1 zu 22 Standesstimmen vom Souverän abgelehnt. Die Stimmbeteiligung betrug 49,2 Prozent.

## Initiativtext
Die Bundesverfassung wird wie folgt geändert:
Art. 127 Abs. 2bis (neu)

2bis Steuerprivilegien für natürliche Personen sind unzulässig. Die Besteuerung nach dem Aufwand ist untersagt.
II

Die Übergangsbestimmungen der Bundesverfassung werden wie folgt geändert:
Art. 197 Ziff. 92 (neu)

9. Übergangsbestimmung zu Art. 127 Abs. 2bis (Grundsätze der Besteuerung)

1 Der Bund erlässt innert drei Jahren nach Annahme von Artikel 127 Absatz 2bis die Ausführungsgesetzgebung.

## Stellungnahmen
Die Alternative Linke, die Sozialdemokratische Partei, die Grüne Partei, die Evangelische Volkspartei, die Piratenpartei, die Schweizer Demokraten, Travail.Suisse, die Gewerkschaft Unia und der Schweizerische Gewerkschaftsbund befürworteten die Initiative. Sie argumentierten, die Pauschalsteuer sei undemokratisch, weil sie mit dem Prinzip der Besteuerung nach wirtschaftlicher Leistungsfähigkeit breche und daher ein ungerechtes Steuerprivileg darstelle. Die Pauschalsteuer wirke zudem als Preistreiber auf dem Immobilienmarkt. Auch könnten Pauschalbesteuerte bei einer Abschaffung auf Bundesebene in Zukunft nicht einfach den Kanton wechseln. Auch führten die Befürworter die positiven Erfahrungen in den Kantonen ins Feld, die die Pauschalsteuer bisher abgeschafft haben.
Gegen die Initiative waren die Christlichdemokratische Volkspartei, die FDP. Die Liberalen, die Schweizerische Volkspartei, die Bürgerlich-Demokratische Partei, die Grünliberale Partei, die Lega dei Ticinesi, die Finanzdirektorenkonferenz, der Schweizerische Gewerbeverband und economiesuisse. Sie argumentierten, die Initiative sei ein Eingriff in die Steuerautonomie der Kantone. Pauschalbesteuerte würden zudem für Steuern im Umfang von einer Milliarde Franken aufkommen, 22'000 Arbeitsplätze sicherstellen sowie gemeinnützige Projekte im Umfang von jährlich 740 Millionen Franken unterstützen.

## Kampagnenbudgets
Die beiden Kampagnen wurden mit finanziell unterschiedlichen Budgets geführt. Während das Initiativkomitee die Abstimmung mit einem knappen Budget von zuletzt 170'000 Fr. bestritt, konnte das Gegenkomitee auf Hilfe von Wirtschaftsverbänden und Gemeinden zurückgreifen und hatte laut den Initianten ein rund 20-fach grösseres Budget als die Ja-Kampagne.
Die Nein-Kampagne wurde dabei von öffentlichen Steuergeldern diverser Berggemeinden mitfinanziert, gemäss Recherchen der Sonntagszeitung kamen auf diesem Weg bis am 1. November 2014 insgesamt 270'000 Fr. zusammen, davon alleine je 50'000 Franken aus den Gemeinden St. Moritz und Saanen. Dies war zu jener Zeit fast der doppelt so hohe Betrag wie das Kampagnenbudget des Initiativkomitees. Die Unterstützung der Gemeinden war insofern in einem rechtlichen Graubereich, als dass die Übernahme einer aktiven Rolle oder Finanzierung von politischen Kampagnen und Demonstrationen den Gemeinden gemäss einem Bundesgerichtsentscheid verboten ist.

## Repräsentative Umfragen vor der Abstimmung
Laut einer repräsentativen Umfrage des Forschungsinstituts gfs.bern antworteten sechs Wochen vor der Abstimmung 48 % der Befragten mit «Ja» oder «Eher Ja», während 36 % der Befragten mit «Nein» oder «Eher Nein» antworteten. Mit 16 % der Befragten war laut gfs.bern der Anteil der Unentschiedenen relativ hoch. Zwei Wochen vor der Abstimmung antworteten 42 % der Befragten mit «Ja» oder «Eher Ja», während 46 % der Befragten mit «Nein» oder «Eher Nein» antworteten. 12 % der Befragten waren unentschieden.

## Abstimmung
Die Initiative wurde am 30. November 2014 von 59,2 Prozent der Stimmenden und von 25 der 26 Kantone abgelehnt. Nur der Kanton Schaffhausen nahm die Initiative an. Am meisten Nein-Stimmen bekam sie im Kanton Wallis, wo nur 21,7 Prozent der Stimmbürger die Initiative befürworteten.
| Kanton                           | Ja (%) | Nein (%) | Beteiligung (%) |
| -------------------------------- | ------ | -------- | --------------- |
| Zürich                           | 49,1   | 50,9     | 53,7            |
| Bern                             | 43,9   | 56,1     | 47,2            |
| Luzern                           | 42,9   | 57,1     | 50,1            |
| Uri                              | 38,4   | 61,6     | 41,0            |
| Schwyz                           | 36,0   | 64,0     | 51,7            |
| Obwalden                         | 33,4   | 66,6     | 49,5            |
| Nidwalden                        | 30,9   | 69,1     | 50,6            |
| Glarus                           | 41,5   | 58,8     | 40,8            |
| Zug                              | 32,6   | 67,4     | 55,9            |
| Freiburg                         | 36,0   | 64,0     | 47,6            |
| Solothurn                        | 46,2   | 53,8     | 47,3            |
| Basel-Stadt                      | 45,1   | 54,9     | 54,5            |
| Basel-Landschaft                 | 46,0   | 54,0     | 50,3            |
| Schaffhausen                     | 50,8   | 49,2     | 67,5            |
| Appenzell Ausserrhoden           | 48,0   | 52,0     | 51,6            |
| Appenzell Innerrhoden            | 35,3   | 64,7     | 45,1            |
| St. Gallen                       | 44,5   | 55,5     | 48,8            |
| Graubünden                       | 28,8   | 71,2     | 46,3            |
| Aargau                           | 43,4   | 55,7     | 49,3            |
| Thurgau                          | 44,3   | 55,7     | 46,8            |
| Tessin                           | 32,0   | 68,0     | 45,9            |
| Waadt                            | 31,4   | 68,6     | 51,8            |
| Wallis                           | 21,7   | 78,3     | 53,0            |
| Neuenburg                        | 39,5   | 60,5     | 43,9            |
| Genf                             | 31,7   | 68,3     | 51,1            |
| Jura                             | 40,8   | 59,2     | 40,7            |
| Schweizerische Eidgenossenschaft | 40,8   | 59,2     | 49,2            |

## Reaktionen auf das Abstimmungsergebnis
Die Medien zeigten sich überrascht über die hohe Ablehnung der Bevölkerung durch das Volk. Mit Ausnahme von Schaffhausen wurde die Initiative auch in den Kantonen abgelehnt, in denen dieses Steuerprivileg bereits abgelehnt wurde. Das klare Ergebnis wurde von den meisten Medien als Bekenntnis der Bevölkerung zum Föderalismus gewertet und damit zur Steuerhoheit der einzelnen Kantone. Auch wurde darauf verwiesen, dass im Verlauf der Debatte einige Kantone und der Bund die Bestimmungen verschärft und dadurch auch zur Ablehnung der Initiative beigetragen hätten. Der Tages-Anzeiger attestierte der AL, dass sie einen Nerv getroffen habe. Sie habe mit dem kleinsten Budget aller Initiativen das beste Ergebnis erzielt.